# Тмара
Тмара је мало ненасељено острво у хрватском делу Јадранског мора у Шибенском архипелагу. То је једно од 8 малих острвца која се налазе у акваторији општине Примоштен. 
Острво се налази пред улазом у залив Гребаштица око 4,5 км југоисточно од рта Рат на острву Зларин. Површина острва износи 0,215 км². Дужина обалске линије је 2,3 км.. Највиши врх на острву је висок 32 метра.